# Duplaspidiotus tripartitus
Duplaspidiotus tripartitus är en insektsart som först beskrevs av Mamet 1936.  Duplaspidiotus tripartitus ingår i släktet Duplaspidiotus och familjen pansarsköldlöss.
Artens utbredningsområde är Mauritius. Inga underarter finns listade i Catalogue of Life.